# شهرستان دالاهو
شهرستان دالاهو از توابع استان کرمانشاه ایران است؛ که در سال ۱۳۸۴ به شهرستان دالاهو به مرکزیت کرند غرب ارتقاء یافت.

## مقدمه
شهرستان دالاهو که در ۹۹ کیلومتری کرمانشاه قرار دارد، آخرین شهرستانی است که در پایان برنامه سوم به سایر شهرستان‌های ایران اضافه شده است. با پیشنهاد فلاحت پیشه و موافقت هیئت دولت بخش کرند غرب به شهرستان دالاهو ارتقا یافت. شهرستان دالاهو چهاردهمین شهرستان استان کرمانشاه به‌شمار می‌آید. این شهرستان ۱۹۰۰ کیلومتر مربع مساحت و ۱۵۴ روستا دارد. شامل دو بخش مرکزی؛ گهواره و شهرهای کرند و گهواره (دالاهو) و ریجاب، پنج دهستان بیوه‌نیج، گوران، قلخانی، باباجانی و دهستان بان‌زرده است.

## موقعیت جغرافیایی
شهرستان دالاهو با مساحت ۱۹۳۰ کیلومتر مربع، در قسمت غربی استان کرمانشاه بین ۹َ°۳۴ تا ΄۴۶ °۳۴ عرض شمالی و΄۵۳ ° ۴۵ تا ΄۳۵ °۴۶ طول شرقی از نصف النهار گرینویچ واقع شده است، که از شمال با جوانرود وثلاث باباجانی، از غرب با سرپل ذهاب، از جنوب غربی با گیلان غرب، از شرق و جنوب شرقی با شاه آباد غرب و از شمال شرق با کرمانشاه همسایه است؛ و در این شهرستان شهری زیبا بنام شهر زیبای ریجاب می‌باشد
دالاهو نام کوه مرتفع این منطقه است که از طبیعت زیبایی برخوردار است. این شهرستان در مسیر اصلی راه کربلا قرار گرفته است

## تقسیمات سیاسی
شهرستان دالاهو از دو بخش مرکزی و گهواره تشکیل شده است. بخش مرکزی شامل شهرهای کرند غرب و ریجاب و سه دهستان حومه، بانزرده یا ریجاب و بیونیج با ۶۸ روستا، مزرعه ومکان مصوب که در حال حاضر ۴۴ روستای آن دارای سکنه می‌باشد. کرند غرب، گهواره، و ریجاب سه شهر شهرستان دالاهو می‌باشند.
بخش گهواره شامل شهر گهواره (دالاهو) و دو دهستان قلخانی و گوران با ۱۲۸ روستا، مزرعه و مکان مصوب که در حال حاضر ۱۰۷ روستای آن دارای سکنه می‌باشد.
از مجموع ۱۹۶ روستای شهرستان ۱۴۸ روستای آن دارای سکنه می‌باشد.

## دین و مکان‌های مقدس
بیشترین اهالی شهرستان پیرو آیین یارسان (اهل حق) و نیز سنی مذهب در آن زندگی می‌کنند.
از مکان‌های مقدس این شهرستان می‌توان به آرامگاه پیر بنیامین، پیرموسی و بهلول در بخش مرکزی، آرامگاه بابایادگار و داود کو سوار در ریجاب و نیز خانه و تکیه سید نصر الدین حیدری در روستای توتشامی اشاره کرد. در گذشته بخشی از مردم کرند یهودی و بخش دیگر نیز بهایی بودند که از شهر مهاجرت کردند.

## اماکن عمومی
کتابخانه عمومی امام صادق

کتابخانه امام صادق کرند غرب

نهادی است اجتماعی که زیر نظر نهاد کتابخانه‌های عمومی کشور اداره می‌شود و برای استفاده عموم تأسیس شده و تمام افراد می‌توانند با عضویت در کتابخانه از کتاب‌ها و دیگر منابع آن استفاده نمایند. در سال ۱۳۸۸ در زمینی به مساحت ۷۰۰متر مربع با زیربنای ۶۰۰ مترمربع در شهر کرند غرب تأسیس شده است. که هم‌اکنون بیش از ۱۰هزار نسخه کتاب در این کتابخانه وجود دارد. تحت نرم‌افزار سامان بایگانی‌شده  در ۲۰ دسامبر ۲۰۱۶ توسط Wayback Machine می‌باشد.

## زبان
مردمان شهرستان دالاهو از اقوام کرد هستند که به زبان کردی گویش کرندی، گویش گورانی، گویش جافی و گویش کلهری تکلم می‌کنند. دو روستای زرده و توت‌شامی به گویش کردی هورامی و دو روستای گوراجوب قشلاق و گوراجوب مرادبیگ به گویش کردی گورانی تکلم می‌کنند. با این وجود گویش‌های اصلی منطقه کردی جنوبی با گویش خاص منطقۀ دالاهو، کرندی و کردی سورانی با لهجهٔ جافی هستند.

## فرهنگ
شهرستان دالاهو در ۲۲ دی ۱۳۹۹ به عنوان شهر ملی تنبور در کشور ایران معرفی شد. در شهرستان دالاهو علاوه بر وجود خانه تنبور، ۱۵۸ کارگاه ساخت تنبور وجود دارد که برخی از آن‌ها قدمت دیرینه‌ای دارند.

## ره‌آوردها

سیب گهواره شهرستان دالاهو

شهرستان از لحاظ صنایع دستی مانند: چاقو سازی، فلز کاری و ساخت ادوات موسیقی و ابزار کشاورزی، گلیم، گیوه موج (چادر شب) و سبد پیشینه‌ای دیرینه دارد به‌طوری‌که این صنایع با اندک تغییراتی به خارج از کشور صادر می‌شوند.
همچنین در این شهرستان صنعت تنبورسازی رونق دارد و تنبورهای دست‌ساز هنرمندان گهواره‌ای جز بهترین و مرغوبترین تنبورهاست که در بهترین موزه‌های جهان جای دارد. سیب گهواره در سال‌های گذشته یکی از معروفترین و مرغوبترین محصولات این شهرستان بوده است.
اولین مرکز ارائه خدمات اینترنت (ISP)در سال ۸۴ با نام شبکه اینترنت دالاهو (ویت وات) راه اندازی گردید.

## جاذبه‌های گردشگری

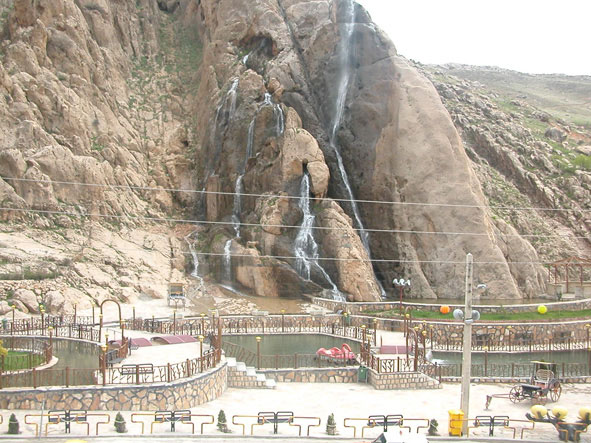
سراب کرند

###### جاذبه‌های طبیعی
- سراب کرند
- حریر

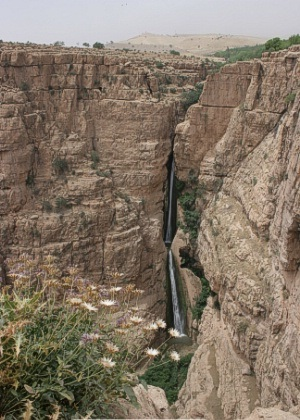
آبشار ریجاب یکی از بلندترین آبشارهای ایران است

- منطقه و شهر گردشگری ریجاب (ریژاو) و رودخانه و چشمه‌ها و باغ راه‌های زیبای منطقه ریجاب
- دریاچه مصنوعی رشمینه
- قله نوا کوه
- منطقه بیونیج
- باغات انبوه
- سلسله رشته کوه‌های دالاهو
- محوطه دارو گردکان
- تپه چیا، پارک تاریخی امیر
- محله تاریخی فرهنگی زرده و دربند و شوا
- رودخانه زمکان[۱۰]
- دالاهو (کوهستان)
- کوه قلعه قاضی
- باغات گهواره

### جاذبه‌های تاریخی

#### جاذبه‌های تاریخی قبل از اسلام
- سرخه دیزه: در روستای سرخه دیزه بقایای قلعه عظیمی از روزگار ساسانیان برجاست که از قلوه سنگ و ملاط ساخته شده ودو نوع آجر با دو رنگ نخودی و قرمز در ساخت آن به کار برده شده است.

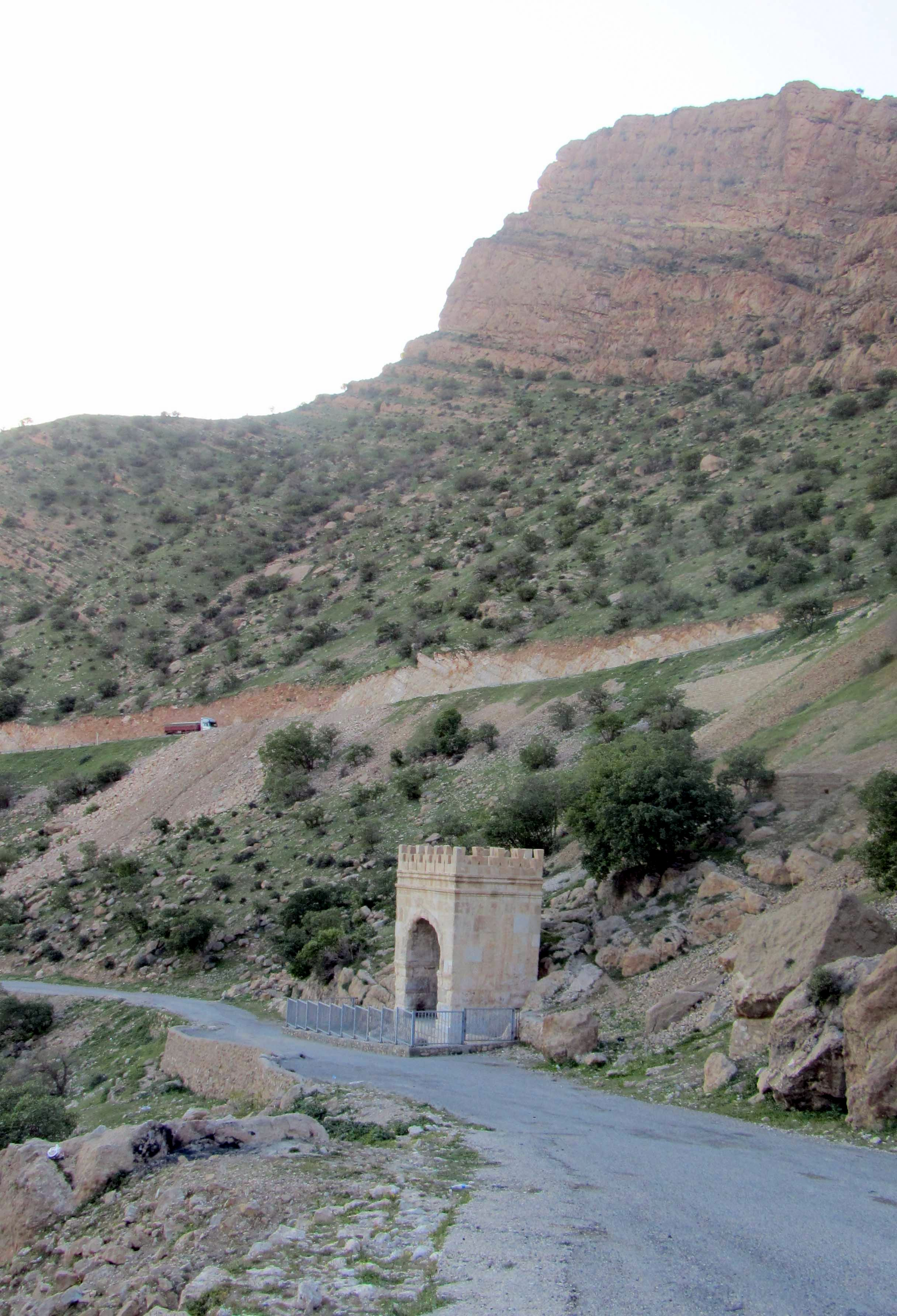
طاق گرا

- طاق گرا

##### طاق گرا
- ایوان سنگی مسقفی است که در دروازه کوهسار زاگرس و گردنه گِل سیاه در تنگه پاطاق موجود است، علت بنای آن را عده‌ای توقفگاه موکب شاهی و عده‌ای دیگر علامت سرمدی ایالت ماد از ایالت اشکانیان تصور کرده‌اند.

##### بانزرده
- دهستان بانزرده علی‌الخصوص روستای بانزرده (دوازده کیلومتری شمال غربی منطقه ریجاب)، دارای آثار فراوانی از دوره ساسانیان است، از جمله مهم‌ترین این آثار می‌توان به؛ بان مَه زاران، قلعه گَه، گنبد کلایی، قبر سلطان سی قلی مَه، قلعه و برج خاموشی، زندان دو ناب، پل دروازه، قلعه ویرانه، بهشت و دوزخ، بابا شیخ، نقاط حجاری شده دره «هونان»، نهرگبری (جوگوری)، مسجد ریجاب، گمری ملک، قلعه سراب کنار، قلعه تاش خیزی، قبر شیخ بایزی بستان، برج ریجاب، قلعه بان زرده، قلعه یزد گردی، نقاره خانه، آشیابا، گچ گنید، آشپز خانه، دیوار دفاعی اشاره نمود،

#### جاذبه‌های تاریخی بعد از اسلام
- مقبره ابودجانه: مقبره ابودجانه (دوجانبه) که برای اهل تسنن متبرک و محترم است، او یکی از یاران محمد، پیامبر مسلمانان بوده که در جنگ‌های احد، بدر و دیگر غزوات محمد حضور داشته و در جنگ یمامه با مسیلمه کذاب در زمان خلافت ابوبکر کشته شد.

مسجد عبدالله بن عمر اولین مسجد ساخته شده در ایران

- مسجد عبدالله بن عمر اولین مسجد ساخته شده در ایران

##### مسجد عبدالله بن عمر
- این بنا علی الظاهر از بناهای قبل از اسلام بوده، که پس از ظهور اسلام در ایران به مسجد تبدیل شده است، اهالی *منطقه بنای مسجد را به عبدالله بن عمر فرزند خلیفه دوم نسبت می‌دهند و به همین نام نیز معروف شده است.

##### آرامگاه بابایادگار

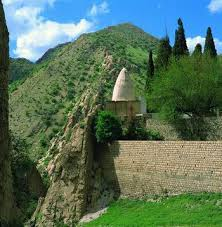
مقبره بابا یادگار

آرامگاه بابا یادگار در منطقه ریجاب نزدیک روستای بان زرده شهرستان دالاهو قرار دارد. این مکان که یکی از مقبره‌های مقدس پیروان آیین اهل حق به‌شمار می‌رود در کوه‌های سرسبز دالاهو قرار دارد.
معماری این مقبره به صورت مکعبی است که گنبدی مخروطی شکل بر روی آن قرار گرفته است. این بنای تاریخی در تاریخ ۲۰ آذرماه سال ۱۳۵۳ به شماره ۱۰۱۵ به عنوان آثار ملی به ثبت رسیده است؛ که قدم آن به سده هشتم هجری قمری بر می‌گردد.
در نزدیکی این مقبره آثاری دیگر نظیر چشمه غسلان؛ هانیتا (آناهیتا)؛ چهل تن؛ هفت تن و… قرار دارد.

## بزرگان دالاهو
- غلامرضا رشید یاسمی زاده گهواره. نویسنده و شاعر معاصر و همچنین استاد دانشگاه تهران بودند غلامرضا رشید یاسمی زاده گهواره

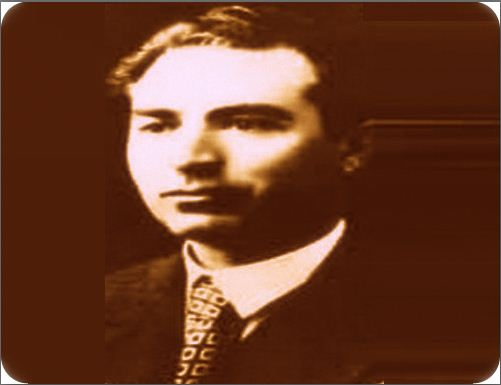
غلامرضا رشید یاسمی زاده گهواره

- علی اکبر مرادی زاده شهر گهواره معلم. آهنگساز و مقام دان معاصر

- طاهر یارویسی

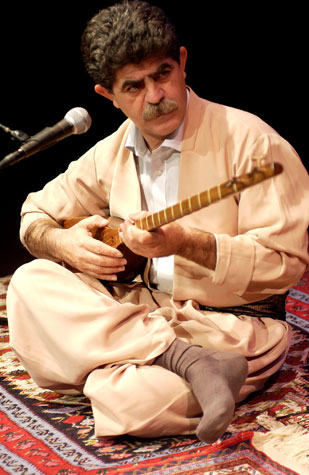
استاد علی اکبر مرادی

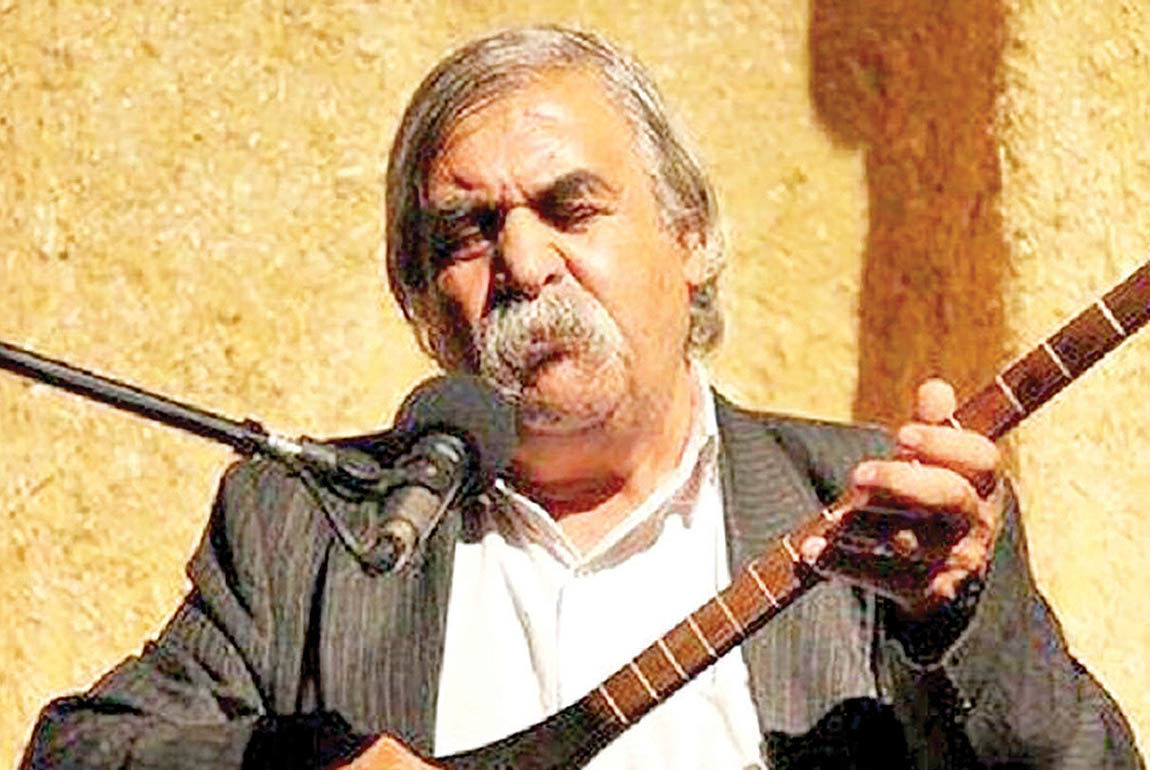
استاد طاهر یارویسی

- درویشقلی کرندی زاده کرمانشاه. نویسنده و شاعر معاصر و همچنین از عرفای بنام دوران خود بوده و سالها در نجف کسب دانش فقهی نموده و از هم دوره‌های کاشف القطاع می‌باشند. که از استادان برجسته تنبور می‌باشد و از نظر کثرت اشعار دارای بیشترین تعداد بیت شعر در حوزه زبان کردی جنوب می‌باشد. دیوان اشعار، قهرمان نامه، لیلی و مجنون، شیرین و فرهاد، دفتر اشعار عرفانی و… نجف اشرف بودند

## بمباران شیمیایی زرده
بمباران شیمیایی زرده در صبح روز ۳۱ تیرماه ۱۳۶۷ بعد از پذیرش قطعنامه ۵۹۸ توسط ایران اتفاق افتاد که نیروهای عراقی شهر زرده از توابع ریجاب شهرستان دالاهو را توسط بمب‌های شیمیایی گاز خردل و اعصاب بمباران شیمیایی کردند؛ که چشمه آب روستا هم مورد هدف قرار گرفت که آمار تلفات را بالا برد. در این حمله شیمیایی ۲۷۰ نفر در روز بمباران کشته و ۸۳۰ نفر زخمی شدند.

## کشاورزی
شهرستان دالاهو یکی از مراکز تولید زیتون در استان کرمانشاه است. در سال ۱۴۰۰ سطح باغات زیتون شهرستان دالاهو ۵۶۰ هکتار بود که ۸۰ درصد آن بارور و مابقی به صورت نهال بوده است. در سال زراعی ۱۴۰۰ به دلیل خشکسالی متوسط عملکرد باغات زیتون شهرستان دالاهو از هفت تن در هکتار به دو تن در هکتار کاهش پیدا کرده است. همچنین کل تولید زیتون در این شهرستان از ۳ هزار تن به ۸۰۰ تن رسیده است. ارقام زیتون دالاهو را زیتون زرد، مانزانیلا و کنسروالیا تشکیل می‌دهند که اولی بومی ایران است و دو رقم دیگر خارجی محسوب می‌شوند. بخشی از زیتون دالاهو در داخل شهرستان و استان کرمانشاه فرآوری و مصرف می‌شود، اما قسمت عمدهٔ آن برای فرآوری و عرضه به استان‌های شمال ایران فرستاده می‌شود. در دالاهو برداشت زیتون کنسروی در شهریور ماه انجام می‌شود و برداشت زیتون روغنی نیز تا پایان آبان ادامه دارد.